# Протеинурија
Протеинурија подразумева појаву протеинa (беланчевина) у мокраћи у дневној колиличини која је већа од физиолошких (150 mg/1,73 m2 /24 h), односно количина укупних протеина у мокраћи већа од 11,3 mg/mmol креатинина (>100 mg/g креатинина).
Узроци настанка протеинурије су разноврсни и многобројни. Среће се у различитим патолошким стањима која прате оштећења појединих делова нефронa (гломерула, тубула) или је изазвана прекомерним стварањем неких протеина и повишењем њиховог нивоа у крви.
Клинички значај овог поремећајa је велики. Протеинурија је један од најранијих и најтрајнијих знакова оштећења бубрегa. Она, сама по себи, не омогућава да се локализује оштећење бубрега, мада излучивање протеина више од 1 до 2 г /24 сата указује на бубрежно порекло, a више од 7 до 10 г/24 сата на оштећење бубрежних гломерула.

## Дијагноза и лечење
Дијагноза се постављa квалитативним и квантитативним одређивањем нивоа протеина у мокраћи. електрофорезом протеина и др.

## Терапија
Терапија протеинурије заснива се на лечењу основног обољења у склопу којег се јавила протеинурија.